# Shiokara
Shiokara (塩辛, omtrent "saltet krydret") er en specialitet fra det japanske køkken, der fremstilles af forskellige havdyr. Den består af små stykker kød i sej brun pasta af dyrenes stærkt saltede fermenterede indmad. Den røde indmad pakkes i en lukket beholder sammen med ca. 10 % salt og 30 % maltet ris og fermenteres i op til en måned. Shiokara sælges i glas- eller plastikbeholdere.
Aromaen er temmelig stærk, og selv for japanere kræver den ofte tilvænning. Smagen sætter sig desuden fast i munden. En måde at nyde den på er derfor at sluge portionen på en gang og følge op med en slurk ren whisky. Mange barer i Japan har specialiseret i sig i shiokara.

## Varianter af shiokara
- Ika no shiokara af blæksprutte.
- Hotaruika no shiokara af tunfisk.
- Katsuo no shiokara af bonito.
- Kaki no shiokara af østers.
- Konowata no shiokara af en bestemt søpølseart.
- Uni no shiokara af søpindsvin.
- Ami no shiokara af rejer.